# Calibre d'un cartutx
|  | No s'ha de confondre amb Calibre. |

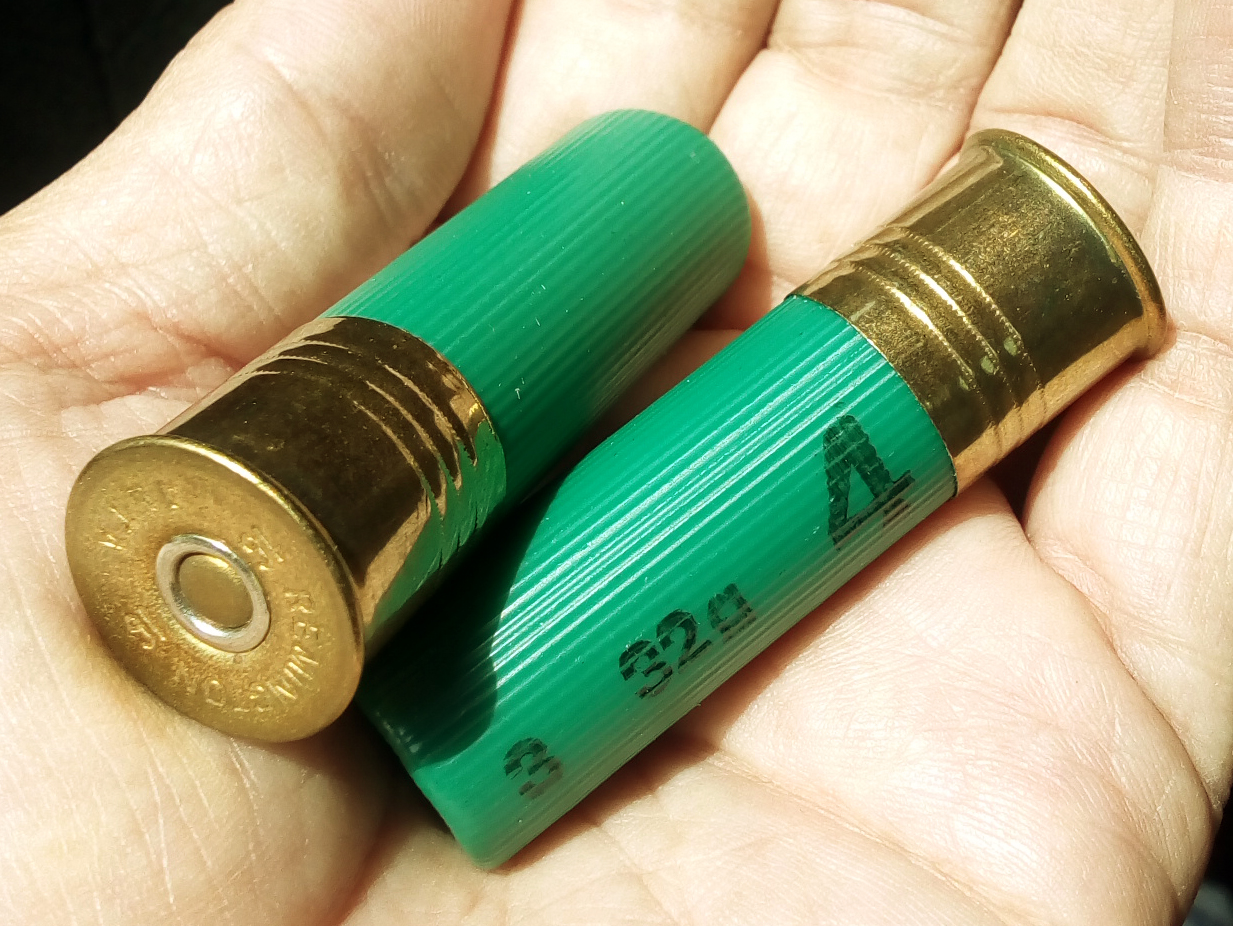
Cartutxos d'escopeta calibre 16.

El calibre d'un cartutx (en anglès: "gauge") és una unitat de mesura del diàmetre d'un cartutx que guarda una relació inversa amb aquest (no lineal sinó cúbica) i que no forma part del sistema internacional, però que s'utilitza d'una forma oficial per a les escopetes.
Definició de calibre d'un cartutx de caça
"..Igualdad del peso de las balas, tomando como calibre el número de ellas que entran en una libra.." (usado todavía en las armas de caza)
"..Nombre de bales esfèriques de plom del mateix diàmetre que el de l'interior del canó que entren en una lliura" (avoirdupois).

## Càlcul del calibre
Per a expressar el calibre dels cartutxos de caça menor s'empra la denominada nomenclatura anglesa.
La definició estàndard de calibre d'un cartutx suposa que s'utilitza una bola de plom pur. El més estès és el denominat calibre 12. En aquest cas el diàmetre interior del canó coincideix amb el diàmetre d'una de les 12 esferes iguals que surten d'una lliura de plom (densitat 11.3 g/cm³ o 6.6 oz/inch3). És a dir, el diàmetre d'una esfera de plom amb un pes d'1/12 de lliura anglesa (1/12 de 454 grams) és de 18.53mm.
De fet, el calibre 24 correspon a un diàmetre de canó més petit que el calibre 12; encara que no es tracta d'una relació lineal sinó cúbica, ja que el volum d'una esfera depèn del cub del seu diàmetre.

### Fórmula pel càlcul del diàmetre
Atès que la densitat.. {\displaystyle \rho ={\frac {m}{V}}} ; la densitat del plom = 11.3 g/cm³ ; la massa de la bola = 454/n grams i el volum de l'esfera = {\displaystyle {\frac {4}{3}}\pi r^{3}} = {\displaystyle {\frac {4}{3}}\pi {\frac {d}{8}}^{3}}
{\displaystyle d_{n}=({\frac {2}{2.54}}){\sqrt[{3}]{\frac {({\frac {3({\frac {454}{n}})}{4\pi }})}{11.3}}}}
Operacions:
- Dividir 454 (grams d'una 1 lliura avoirdupois) per n, per trobar la massa de cada una de les esferes.
- Dividir-ho per 11.3 (densitat de plom) per trobar el volum de l'esfera.
- Multiplicar-ho per 0.75 i dividir-ho per pi, llavors trobar la seva arrel cúbica (tret del volum de l'esfera) per trobar el seu radi en cm.
- Multiplicar-ho per 2 per trobar el diàmetre en cm.
- Dividir-ho per 2.54 per trobar el diàmetre en polzades.

### Simplificació de la fórmula
La fórmula anterior pel càlcul del diàmetre d'un cartutx (o diàmetre intern del canó, donat un calibre "n", es simplifica a la fórmula següent:
{\displaystyle d_{n}=1.67/{\sqrt[{3}]{n}}} (inches), o {\displaystyle d_{n}=4.25/{\sqrt[{3}]{n}}} (cm).
Per trobar el calibre "n", si el diàmetre està en polzades:
{\displaystyle n=4.66/d_{n}^{3}}

### Una altra simplificació de la fórmula
Es pot fer una altra simplificació de la fórmula pel càlcul del diàmetre d'un cartutx (o l'ample del canó d'una escopeta) donat un calibre "n" en polzades:
La primera i segona fórmula surten de l'apartat anterior:
{\displaystyle n=4.66d_{n}^{-3}} o {\displaystyle d_{n}=1.67n^{\frac {-1}{3}}}
Nova fórmula simplificada
{\displaystyle d_{n}={\sqrt[{3}]{\frac {70}{15\times n}}}}
Per exemple, per un calibre (n) = 24, el diàmetre de l'esfera és: (dn) = 0.579 polzades.

## Diàmetres dels calibres
Una bala de plom (densitat 11352 g/cm3 ) de  calibre {\displaystyle {n}} té una  massa de {\displaystyle {\tfrac {1}{n}}} lliures (de 453,59237 g.) Així, 12 bales de plom d'un cartutx del calibre 12 (de 18,53 mm cadascuna), sumades pesen una lliura.
En general, un cartutx de calibre {\displaystyle {n}} té un diàmetre de:
{\displaystyle d_{n}=\left({\frac {6\cdot 453.59237~\mathrm {g} }{11.352~\mathrm {g/cm} ^{3}\cdot n\cdot \pi }}\right)^{1/3}={\frac {4.2416}{\sqrt[{3}]{n}}}~\mathrm {cm} }
| Diàmetres dels calibres | Diàmetres dels calibres | Diàmetres dels calibres | Diàmetres dels calibres                   | Diàmetres dels calibres                   | Diàmetres dels calibres                   |
| Calibre                 | Diàmetre                | Diàmetre                | Pes de la bola de plom del mateix calibre | Pes de la bola de plom del mateix calibre | Pes de la bola de plom del mateix calibre |
|                         | (mm)                    | (inch)                  | (g)                                       | (oz)                                      | (grs)                                     |
| ----------------------- | ----------------------- | ----------------------- | ----------------------------------------- | ----------------------------------------- | ----------------------------------------- |
| A*                      | 50.8                    | 2.000                   | 778.19                                    | 27.45                                     | 12010                                     |
| 1½*                     | 37.05                   | 1.459                   | 302.39                                    | 10.667                                    | 4667                                      |
| 2*                      | 33.67                   | 1.325                   | 226.80                                    | 8.000                                     | 3500                                      |
| 3*                      | 29.41                   | 1.158                   | 151.20                                    | 5.333                                     | 4667                                      |
| 4                       | 26.72                   | 1.052                   | 113.40                                    | 4.000                                     | 1750                                      |
| 8                       | 21.21                   | .835                    | 56.70                                     | 2.000                                     | 875                                       |
| 10                      | 19.69                   | .775                    | 45.36                                     | 1.600                                     | 700                                       |
| 12                      | 18.53                   | .729                    | 37.80                                     | 1.333                                     | 583                                       |
| 13                      | 18.04                   | .710                    | 34.89                                     | 1.231                                     | 538                                       |
| 14                      | 17.60                   | .693                    | 32.40                                     | 1.143                                     | 500                                       |
| 16                      | 16.83                   | .663                    | 28.35                                     | 1.000                                     | 438                                       |
| 20                      | 15.63                   | .615                    | 22.68                                     | 0.800                                     | 350                                       |
| 24                      | 14.70                   | .579                    | 18.90                                     | 0.667                                     | 292                                       |
| 28                      | 13.97                   | .550                    | 16.20                                     | 0.571                                     | 250                                       |
| 32                      | 13.36                   | .526                    | 14.17                                     | 0.500                                     | 219                                       |
| 67½                     | 10.41                   | .410                    | 6.71                                      | 0.237                                     | 104                                       |

Els calibres més habituals són el 12/70 o 16/65 on el primer número és el calibre segons el sistema esmentat i el segon la llargària del cartutx en mm.

## Guia de conversió
La taula mostra les diverses mides dels calibres amb els seus pesos. Els calibres marcats amb * és troben només en armes rares. Tanmateix, el calibre 4 era de vegades utilitzat en els trabucs, armes que es van fer per defensa personal i defensa en contra la pirateria. El valors del calibre .410 i el calibre 23 mm són excepcions; són mides reals, no calibres. Si el calibre .410 i el calibre 23 mm es mesuren tradicionalment, serien calibre 67.62 i calibre 6.278, respectivament.
| Calibre | Diàmetre | Diàmetre | Pes d'una bola de plom (pur-sense aliatge) | Pes d'una bola de plom (pur-sense aliatge) | Pes d'una bola de plom (pur-sense aliatge) |
| Calibre | (mm)     | (Inch)   | Grams                                      | Unces                                      | Grans                                      |
| ------- | -------- | -------- | ------------------------------------------ | ------------------------------------------ | ------------------------------------------ |
| AA*     | 101.60   | 4.000    | 6225.52                                    | 219.6                                      | 96,080                                     |
| Un½*    | 76.20    | 3.000    | 2626.39                                    | 92.64                                      | 40,530                                     |
| 0.25*   | 67.34    | 2.651    | 1814.36                                    | 64.000                                     | 28,000                                     |
| 0.5*    | 53.45    | 2.103    | 907.18                                     | 32.000                                     | 14,000                                     |
| Un*     | 50.80    | 2.000    | 778.19                                     | 27.45                                      | 12,010                                     |
| 0.75*   | 46.70    | 1.838    | 604.80                                     | 21.336                                     | 9328                                       |
| 1*      | 42.42    | 1.669    | 453.59                                     | 16.000                                     | 7000                                       |
| B½*     | 38.10    | 1.500    | 328.3                                      | 11.58                                      | 5066                                       |
| 1.5*    | 37.05    | 1.459    | 302.39                                     | 10.667                                     | 4667                                       |
| 2*      | 33.67    | 1.326    | 226.80                                     | 8.000                                      | 3500                                       |
| 3*      | 29.41    | 1.158    | 151.20                                     | 5.333                                      | 2333                                       |
| 4       | 26.72    | 1.052    | 113.40                                     | 4.000                                      | 1750                                       |
| B*      | 25.40    | 1.000    | 97.27                                      | 3.43                                       | 1501                                       |
| 5*      | 24.80    | .976     | 90.72                                      | 3.200                                      | 1400                                       |
| 6*      | 23.35    | .919     | 75.60                                      | 2.667                                      | 1166                                       |
| 6.278   | 23.00    | .906     | 72.26                                      | 2.549                                      | 1114                                       |
| 7*      | 22.18    | .873     | 64.80                                      | 2.286                                      | 1000                                       |
| 8       | 21.21    | .835     | 56.70                                      | 2.000                                      | 875                                        |
| 9*      | 20.39    | .803     | 50.40                                      | 1.778                                      | 778                                        |
| 10      | 19.69    | .775     | 45.36                                      | 1.600                                      | 700                                        |
| 11*     | 19.07    | .751     | 41.24                                      | 1.454                                      | 636                                        |
| 12      | 18.53    | .729     | 37.80                                      | 1.333                                      | 583                                        |
| 13*     | 18.04    | .710     | 34.89                                      | 1.231                                      | 538                                        |
| 14      | 17.60    | .693     | 32.40                                      | 1.143                                      | 500                                        |
| 15*     | 17.21    | .677     | 30.24                                      | 1.067                                      | 467                                        |
| 16      | 16.83    | .663     | 28.35                                      | 1.000                                      | 438                                        |
| 17*     | 16.50    | .650     | 26.68                                      | 0.941                                      | 412                                        |
| 18*     | 16.19    | .637     | 25.20                                      | 0.889                                      | 389                                        |
| 20      | 15.63    | .615     | 22.68                                      | 0.800                                      | 350                                        |
| 22*     | 15.13    | .596     | 20.62                                      | 0.728                                      | 319                                        |
| 24      | 14.70    | .579     | 18.90                                      | 0.667                                      | 292                                        |
| 26*     | 14.31    | .564     | 17.44                                      | 0.615                                      | 269                                        |
| 28      | 13.97    | .550     | 16.20                                      | 0.571                                      | 250                                        |
| 32      | 13.36    | .526     | 14.17                                      | 0.500                                      | 219                                        |
| 36      | 12.85    | .506     | 12.59                                      | 0.444                                      | 194                                        |
| 40      | 12.40    | .488     | 11.34                                      | 0.400                                      | 175                                        |
| 67.62   | 10.41    | .410     | 6.71                                       | 0.237                                      | 104                                        |